# Albertville
|  | Per a altres significats, vegeu «Albertville (desambiguació)». |

Albertville és un municipi francès del departament de la Savoia, a la regió d'Alvèrnia-Roine-Alps. Fou la seu dels Jocs Olímpics d'Hivern de 1992.

## Fills il·lustres
- Gérard Mourou (1944 -) físic, Premi Nobel de Física de l'any 2018.